# Sistem za nadzor plovbe
Sistem za nadzor plovbe oziroma sistem za spremljanje ladijskega prometa (VTS - Vessel traffic service) je nadzorni sistem v pomorskem prometu, ki so ga vzpostavila pristanišča oziroma pristaniške uprave, podobno kot je za letala vzpostavljen sistem kontrole zračnega prometa. Običajno VTS sistem uporablja radar, video nadzorni sistem (CCTV - closed-circuit television), radiotelefonijo (VHF) ter sistem za samodejno identifikacijo (AIS - automatic identification system).

## Spremljanje ladijskega prometa
Ta sistem je bil vzpostavljen s strani pristojnih državnih organov, ki ga danes pri svojem delu tudi uporabljajo. VTS sistem je zasnovan za izboljšanje varnosti ter za učinkovitejšo navigacijo v pomorskem prometu, hkrati pa je namenjen izvajanju varovanja zdravja in življenja na morju ter zaščite morja oziroma okolja. VTS je urejen s konvencijo SOLAS (poglavje 5, uredba 12) ter s smernicami za službe nadzora pomorskega prometa [IMO, resolucija A.857(20)], ki jih je 27.11.1997 sprejela Mednarodna pomorska organizacija (IMO - International Maritime Organization).
Slika prometa, ki jo sestavlja sistem VTS, je sestavljena iz podatkov, ki jih zbirajo napredne naprave, kot so radar, AIS, naprave za določanje smeri, CCTV, VHF ter ostali sodelujoči sistemi in službe. Sodoben VTS sistem vse zbrane podatke združuje v enotno sliko. Takšno enotno delovno okolje omogoča operaterju enostavno upravljanje sistema, hkrati pa omogoča učinkovito organizacijo prometa ter dobro komunikacijo.
Na področjih, ki so pokriti s sistemom VTS, se izvajajo določeni postopki, ki jih ladje morajo upoštevati. To so področni postopki, sektorji področij, poročila o prihodih in odhodih, postopki vplutja, postopki pilotaže in drugo. Vsi našteti postopki so poimenovani glede na območje, v katerem se uporabljajo. Na primer v zalivu Oslofjord na Norveškem se področni postopki imenujejo "OSL1" in "OSL3", v Rotterdamu na Nizozemskem pa se pristop ter vplutje po reki Maas imenujeta "RTM2" in "RTM6".
Sistem VTS mora vedno imeti celovito sliko prometa, ki se odvija. To pomeni, da morajo biti vse okoliščine in dejavniki, ki vplivajo na promet, takoj dosegljivi in na voljo, prav tako tudi informacije o vseh ladjah, ki so udeležene ter njihov namen. S pomočjo slike prometa je mogoče oceniti razvoj dogodkov v različnih situacijah ter se na njih ustrezno odzvati. Ocena podatkov o trenutnem stanju je v veliki meri odvisna od kakovosti zbranih podatkov ter od sposobnosti operaterja, da podatke poveže s trenutnimi okoliščinami oziroma z razvojem dogodkov. Izkazani podatki se posredujejo v obliki sklepov oziroma zaključkov, ki jih naredi operater. Možne so štiri oblike izkazovanja podatkov:

### Osebje VTS sistema
Smernice sistema VTS zahtevajo, da mora biti za vodenje tega sistema zagotovljeno zadostno število ustrezno usposobljenega osebja. To mora biti primerno izurjeno in sposobno za izvajanje zahtevnih nalog, pri čemer se mora upoštevati vrsto in obseg nalog, ki jih je treba zagotoviti v skladu s trenutnimi smernicami IMO na to temo.

### Informacijska storitev
Informacijska storitev je storitev, ki zagotavlja, da bistvena informacija pravočasno postane na voljo za navigacijske odločitve na krovu ladje.
Informacijska storitev se zagotavlja z oddajanjem informacij v točno določenih časovnih intervalih, kadar VTS sistem šteje to za potrebno ali pa na zahtevo ladje. Storitev lahko vključuje tudi poročilo o položaju, identiteti in namenih ostalih udeležencev v prometu, o pogojih na plovni poti, o vremenu, o nevarnostih ter o drugih dejavnikih, ki lahko vplivajo na plovbo.

### Storitev organiziranje prometa
Storitev organiziranje prometa je storitev, ki preprečuje nastanek nevarnih situacij v pomorskem prometu in zagotavlja varno in učinkovito plovbo (promet) v območju sistema VTS.
Storitev organizacije prometa se nanaša na operativno vodenje prometa ter na vnaprejšnje načrtovanje premikov ladij z namenom preprečevanja zastojev in preprečevanja nastanka nevarnih situacij. To je posebej pomembno v času gostega prometa ali ko druge okoliščine v prometu lahko vplivajo na pretok ostalega prometa. Storitev lahko vključuje tudi vzpostavitev in delovanje sistema razdalj (razmikov) v prometu ter načrtovanje plovbe, vse z namenom urejanja prednosti pri plovbi. Hkrati pa vključuje tudi dodeljevanje prostora, obvezno poročanje o gibanju v območju VTS, plovne poti, ki jih je treba upoštevati, omejitve hitrosti plovbe ter ostale ustrezne ukrepe, za katere organi VTS sistema menijo, da so potrebni.

### Storitev navigacijske pomoči
Storitev navigacijske pomoči je storitev, ki omogoča pomoč pri navigacijskih odločitvah na krovu ladje ter te učinke tudi spremlja.
Storitev navigacijske pomoči je še posebej pomembna v težkih plovnih ali vremenskih razmerah oziroma v primeru napak ali pomanjkljivosti. Te storitve se običajno izvajajo na zahtevo ladje ali na zahtevo sistema VTS, kadar je to potrebno.